# Brendan Gleeson
Brendan Gleeson (Dublín, 29 de març de 1955) és un actor irlandès.

## Biografia
Va tenir una vida allunyada de l'actuació fins que va acabar la universitat, encara que el seu primer paper important el va obtenir, amb trenta-quatre anys, en la pel·lícula irlandesa The Field, el 1990, una de les primeres en què va treballar. Abans de dedicar-se a l'actuació, va ser professor de secundària en un institut a Dublín.
A causa de The Field va aconseguir papers a Hollywood de baix pressupost, fent sempre d'anglès o irlandès, fins i tot en la pantalla petita amb la sèrie The Teatry, produïda per la RTÉ One, on va interpretar a Michael Collins. Per la seva participació en aquesta pel·lícula va rebre el Jacobs Award, el 1992.
El 1995 va intervenir en Braveheart. Gràcies a aquest paper va ser més conegut i va poder canviar una mica de rols, intervenint en Turbulence, Missió: Impossible II i Artificial Intelligence: A.I..
La millor crítica que ha rebut va ser pel seu paper de Martin Cahill (un gàngster irlandès) a The General de 1998. I altres com Braveheart, Michael Collins, Cold Mountain, 28 Days Later, Troia, Kingdom of Heaven, The Village, In Bruges o The Guard. També destaca el seu paper de l'auror Alastor 'Ull-foll' Murri en la saga de Harry Potter (Harry Potter i el calze de foc el 2005, Harry Potter i l'Orde del Fènix el 2007, i Harry Potter i les Relíquies de la Mort - Part 1 el 2010).
Quant a la seva vida personal, Brendan es va casar amb la seva esposa Mary el 1982, i tenen quatre fills en comú (Domhnall, Fergus, Brian i Rory). Viu a Malahide (suburbi de Dublín). Brendan és també un talentós músic, toca el fiddle (o violí celta, instrument que ha conquistat el seu lloc en la música tradicional celta, especialment a Irlanda i Escòcia).
Ha actuat amb actors com Daniel Day-Lewis, Joaquin Phoenix, Colin Farrell, Leonardo DiCaprio, Brad Pitt, Orlando Bloom, Jude Law, etc. I manté una amistat amb l'actor irlandès Liam Neeson.

## Filmografia
- The Field (1990)
- Conneely's Choice (1992)
- Far and Away (1992)
- M.A.N.: Matrix Adjusted Normal (1992)
- The Bargain Shop (1992)
- Into the West (1992)
- Cafè irlandès (1993)
- Braveheart (1995)
- The Life of Reilly (1995)
- Angela Mooney (1996)
- Michael Collins (1996)
- Trojan Eddie (1996)
- Before I Sleep (1997)
- Messaggi quasi segreti (1997)
- Turbulències (Turbulence) (1997)
- The Butcher Boy (1997)
- A Further Gesture (1997)
- I Went Down (1997)
- The General (1998)
- Aquest és el meu pare (This Is My Father) (1998)
- The Tale of Sweety Barrett (1998)
- Mandíbules (Lake Placid) (1999)
- My Life So Far (1999)
- Missió: Impossible II (Mission: Impossible II) (2000)
- Harrison's Flowers (2000)
- Saltwater (2000)
- Wild About Harry (2000)
- J.J. Biker (2001)
- Caca Milis (2001)
- El sastre de Panamà (2001)
- Artificial Intelligence: A.I. (2001)
- 28 Days Later (2002)
- Gangs of New York (2002)
- Dark Blue (2002)
- Cold Mountain (2003)
- The Village (2004)
- Country of My Skull (2004)
- In My Country (2004)
- Troia (2004)
- Kingdom of Heaven (2005)
- Esmorzar a Plutó (Breakfast on Pluto) (2005)
- Harry Potter i el calze de foc (2005)
- Studs (2006)
- The Tiger's Tail (2006)
- Black Irish (2007)
- Harry Potter i l'Orde del Fènix (2007)
- Beowulf (2007)
- Amagats a Bruges (2008)
- Perrier's Bounty (2009)
- Green Zone (2010)
- Harry Potter i les Relíquies de la Mort - Part 1 (2010)
- The Guard (2011)
- Albert Nobbs (2011)
- The Cup (2011)
- Safe house (2012)
- The Raven (2012)
- The Pirates! Band of Misfits (2012)
- Els Barrufets 2 (2013)
- Calvary (2014)
- Paddington 2 (2017)
- The Banshees of Inisherin (2022)

## Televisió
- Dear Sarah (1989)
- Hard Shoulder (1990)
- The Treaty (1991)
- Saint Oscar (1991)
- Love Lies Bleeding (1993)
- The Snapper (Cafè irlandès) (1993)
- The Lifeboat (7 episodis, 1994)
- Kidnapped (1995)
- Making the Cut (1998)
- Into the Storm (2009)
- 1916 Seachtar na cascada (5 episodis, 2010)

## Premis i nominacions

### Premis
- 2009. Primetime Emmy al millor actor en minisèrie o telefilm per Into the Storm

### Nominacions
- 2009. Globus d'Or al millor actor musical o còmic per In Bruges
- 2009. BAFTA al millor actor secundari per In Bruges
- 2010. Globus d'Or al millor actor en minisèrie o telefilm per Into the Storm
- 2012. Globus d'Or al millor actor musical o còmic per The Guard